# 掛川駅

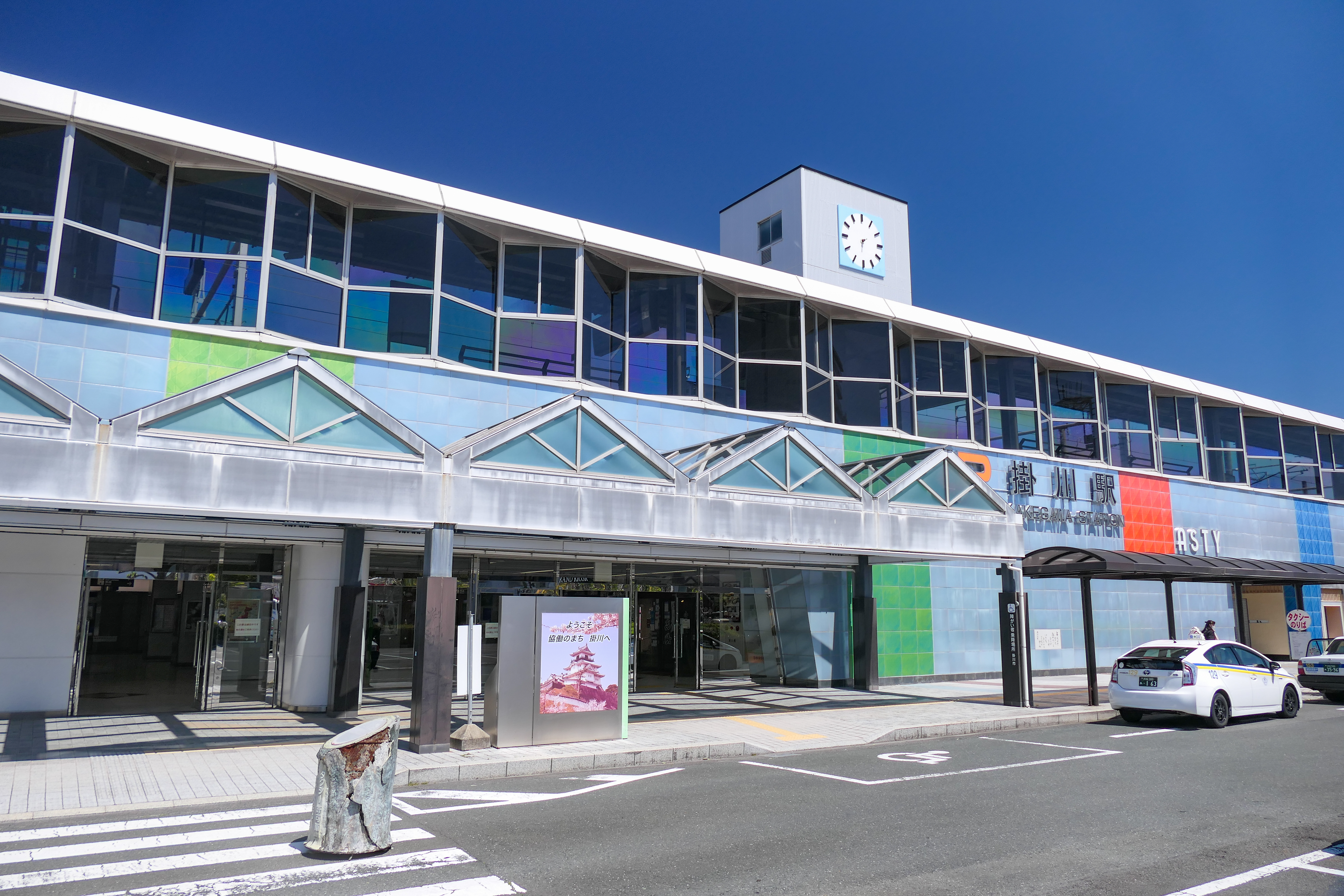
南口（2023年4月）

掛川駅（かけがわえき）は、静岡県掛川市南一丁目および南西郷にある、東海旅客鉄道（JR東海）東海道新幹線・東海道本線および天竜浜名湖鉄道天竜浜名湖線の駅である。

## 概要
東海道新幹線は、国鉄分割民営化直後の1988年（昭和63年）に当駅新設時から各駅停車の「こだま」のみが停車する。東海道新幹線内では同じ1988年開業の新富士駅と三河安城駅も「こだま」のみの停車であるが、当駅がその中では利用者数は一番多く「ひかり」が一部停車する岐阜羽島駅と米原駅（JR東海分のみ）を上回っている。
天竜浜名湖線は日本国有鉄道（国鉄）二俣線を転換したもので、当駅を起点とする。東海道本線の運行形態の詳細は「東海道線 (静岡地区)」を参照。
東海道本線にはCA27の駅番号が設定されている。JR掛川駅の事務管コードは、▲520123となっている。

## 歴史

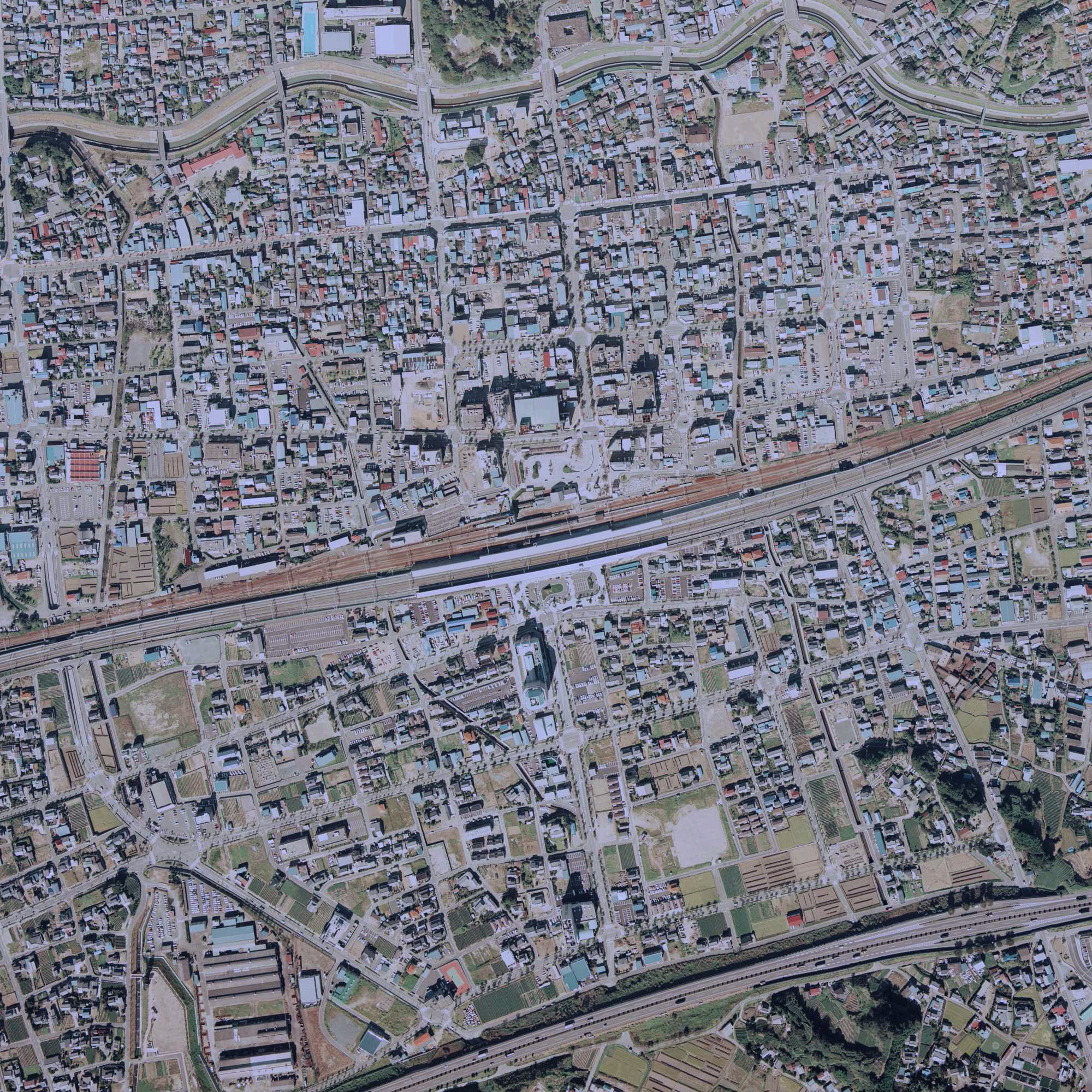
東海道新幹線開業当時の駅周辺（1988年10月）

- 1889年（明治22年）4月16日：官設鉄道静岡駅 - 浜松駅間が開通し、開業[3][4]。
- 1895年（明治28年）4月1日：線路名称制定。東海道線（1909年に東海道本線に改称）の所属となる。
- 1930年（昭和5年）5月30日 - 昭和天皇が静岡県内を行幸。島田駅発-掛川駅着のお召し列車が運転[5]。
- 1935年（昭和10年）4月17日：二俣線が遠江森駅まで開通し接続駅となる[6]。
- 1940年（昭和15年）6月：木造の現駅舎に改築（2代目）。
- 1984年（昭和59年）1月21日：貨物の取扱を廃止[4]。
- 1985年（昭和60年）3月14日：荷物の取扱を廃止[4]。
- 1987年（昭和62年）
  - 2月15日：みどりの窓口開設[7]。
  - 3月15日：二俣線が第三セクター化、天竜浜名湖鉄道に転換[1]。
  - 4月1日：国鉄分割民営化により、東海道本線の駅はJR東海に承継される[1][4]。
- 1988年（昭和63年）3月13日：東海道新幹線の駅が開業[4][8]。請願駅であり建設費は地元負担[9]。
- 1992年（平成4年）11月28日：東海道本線の駅に自動改札機を導入[10]。
- 1998年（平成10年）3月17日：新幹線の駅に自動改札機を導入[11]。
- 2002年（平成14年）6月11日：FIFA（国際サッカー連盟）主催2002サッカーワールドカップ の帰宅客輸送のための当駅始発の深夜新幹線「特別号」を運転[12]。
- 2008年（平成20年）3月1日：ICカード「TOICA」の利用が可能となる。天浜線用の改札口からもTOICAで退場することが可能になる。
- 2010年（平成22年）2月1日：駅に多機能トイレ・エレベーター・エスカレーターなどのバリアフリーと高架の連絡通路の使用開始[13]。
- 2012年（平成24年）12月：北口の木造駅舎の耐震化工事に伴い、仮設駅舎の建設を開始する[14]。
- 2013年（平成25年）
  - 3月20日：仮設駅舎による客扱いを開始する[14]。
  - 5月13日：駅舎の解体工事を開始する[14]。
  - 7月：駅舎新築工事を開始する[14]。
- 2014年（平成26年）1月26日：新駅舎による客扱いを開始する[14][15]。

## 駅構造

### JR東海
新幹線は相対式ホーム2面2線を有する高架駅で、中央の2線は通過線（本線）となっている。
在来線は単式ホーム1面1線、島式ホーム1面2線の合計2面3線のホームを有する地上駅で、3番線の隣（新幹線4番ホームとの間）には留置線がある。
改札は北口（表口）、南口（新幹線口）および乗換口（新幹線と在来線の中間改札）があり、各改札と在来線ホームは地下通路と跨線橋で結ばれている。南口からは新幹線構内に直接入出場できる。
当時の掛川市長だった榛村純一が木の文化を大切にするという姿勢をとっていたため、新幹線の駅を開設した際にも、1940年（昭和15年）に建築された北口の木造駅舎がそのまま使用され続けてきたが、一方で駅舎の耐震化がなされてこなかったことから、掛川市では駅舎を建替えの上で元の木造駅舎の資材を利用して外観を復元する工法による耐震化工事を2012年（平成24年）12月から開始、2014年（平成26年）1月に駅舎の供用を再開した。
駅長・駅員配置駅（直営駅）である。管理駅として、菊川駅を管理している。
JR全線きっぷうりばは北口駅舎に併設されたJR東海ツアーズ内と南口改札傍にある。新幹線特急券の自動券売機は、北口、南口、新幹線乗換口改札付近に設置されている。
駅舎東側に線路下を通る自由通路があり、改札内を通らずに南北を往来できる。新幹線高架下にはジェイアール東海静岡開発の運営する商業施設「アスティ掛川」があり、土産物売店、カフェなどがある。

#### のりば
| 番線         | 路線          | 方向 | 行先           | 備考          |
| ------------ | ------------- | ---- | -------------- | ------------- |
| 在来線ホーム |               |      |                |               |
| 1            | CA 東海道本線 | 上り | 静岡・沼津方面 | 主に7時台     |
| 1            | CA 東海道本線 | 下り | 浜松・豊橋方面 | 当駅折返し    |
| 2            | CA 東海道本線 | 上り | 静岡・沼津方面 | 主に7時台以外 |
| 3            | CA 東海道本線 | 下り | 浜松・豊橋方面 | -             |
| 新幹線ホーム |               |      |                |               |
| 4            | 東海道新幹線  | 上り | 東京方面       | -             |
| 5            | 東海道新幹線  | 下り | 新大阪方面     | -             |

（出典：JR東海:駅構内図）
在来線のホームは北口駅舎に面した単式ホームの1番線と地下通路で結ばれた島式ホームの2番・3番線がある。日中は3番線が下り、2番線が上りとなり、ほとんどの列車が島式ホームに発着する。1番線は浜松方面から当駅折り返しとなる列車のみが使用する。一方、混雑する朝のラッシュ時は1番線が上り、3番線が下りとなり、上り方面と下り方面の乗客を異なるホームに分離する運用がなされる。3番線の南側には待避線が1本あり、貨物列車が旅客列車を待避する際に使用される。
新幹線のホームは、13号車 - 16号車の停車位置には屋根がついていない。なお、この新幹線掛川駅新設時の「こだま」号は12両編成が存在していた（16両編成になったのは1989年）。
当駅は他の新幹線停車駅より駅に進入する側の待避線の距離が長く、下りは約700 m、上りは約1200 mあり、待避列車が待避線へ分岐した後、ホームへ到着するまでの間に後続列車が本線を通過する事象も見られる。これは「少しでも待避列車を早く待避線に進入させ、後続の通過列車への影響を抑え、列車の増発やスピードアップを図れるよう設計されたものである。」と解説されることが多いが、そのような意図はなく掛川駅の立地によるものである。掛川駅はS字カーブの途中に立地しているため、下り線も上り線も右にカーブしながら進入する線形となっており、ホーム直近に分岐器を設置しようとすると分岐側が逆カントになる外方分岐になってしまう。そこで、カーブの手前の直線区間まで戻った位置に分岐器を設置する必要があり、前述のような非常に長い待避線となっている。

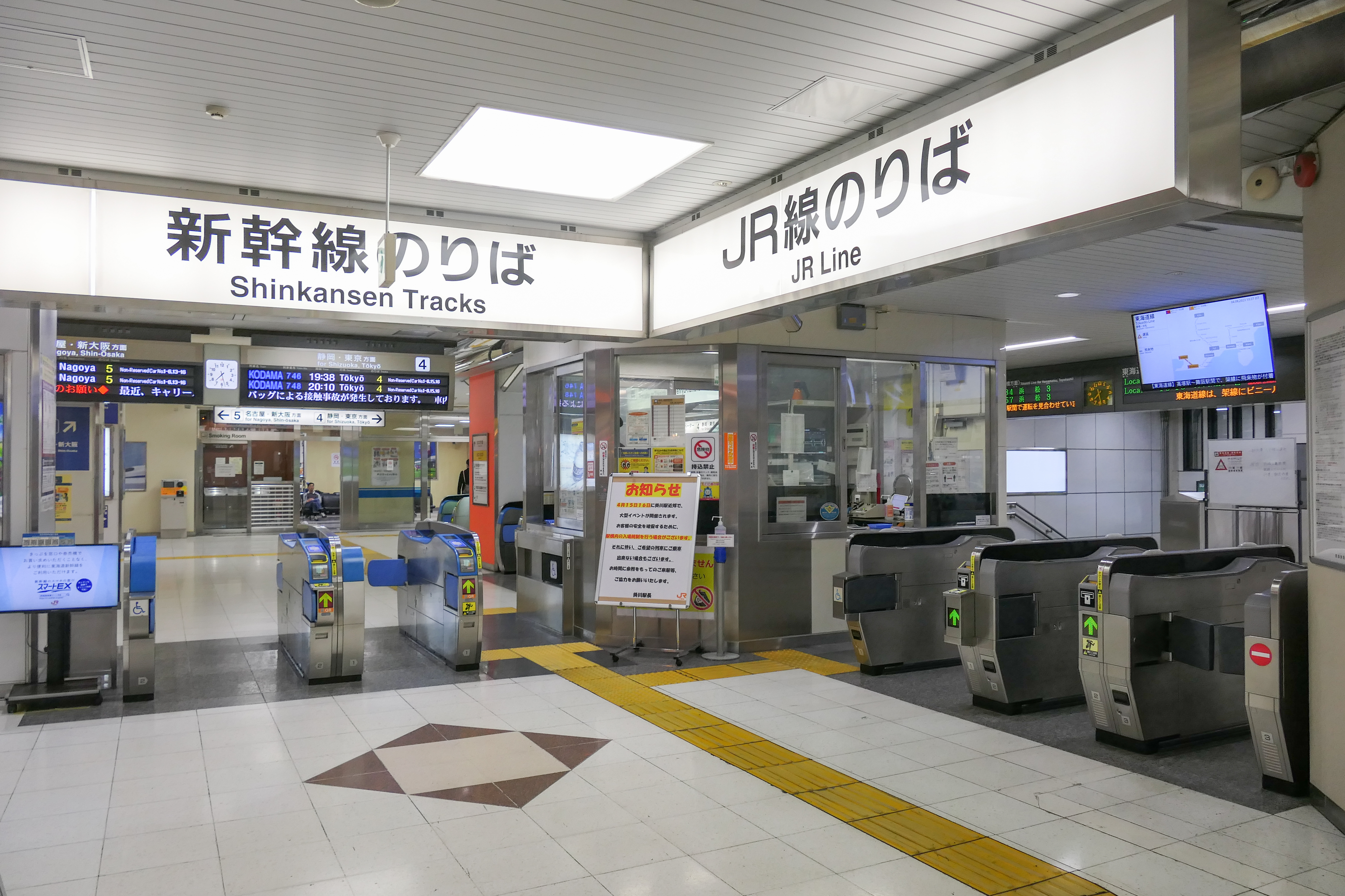
新幹線改札（左）と在来線南口改札（右）（2023年4月）
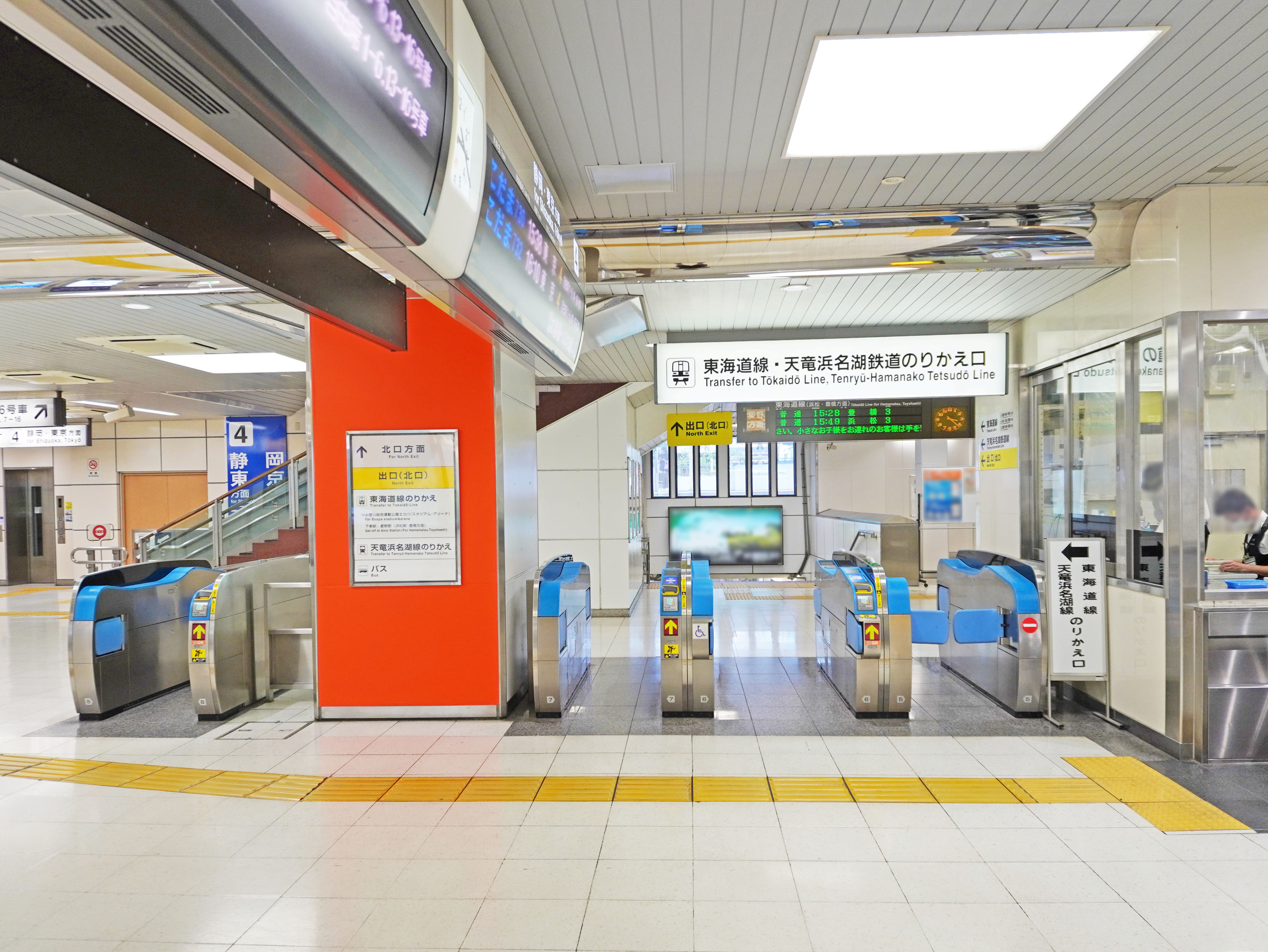
新幹線・在来線乗換改札（2022年9月）
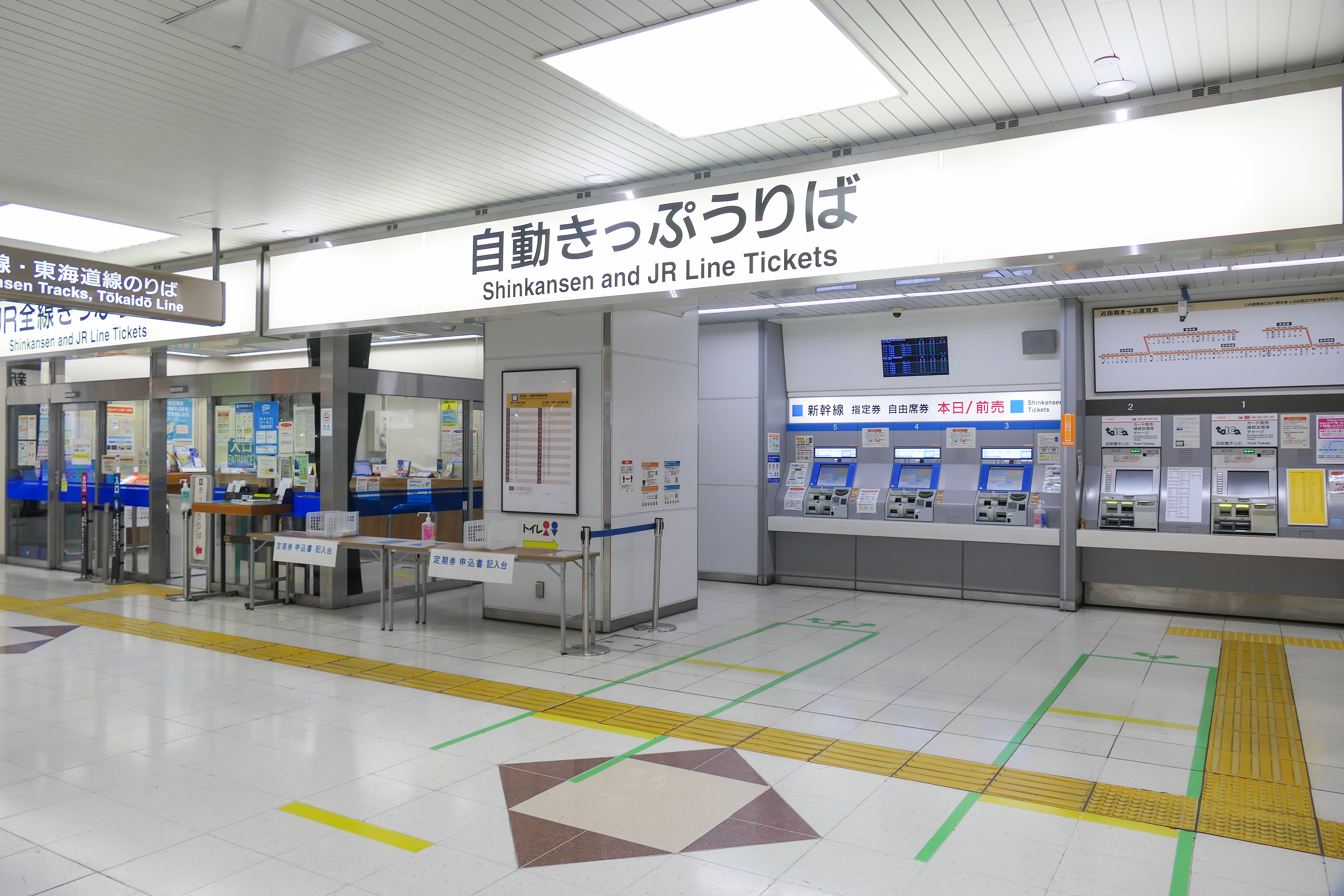
南口切符売り場とJR全線きっぷうりば（2023年4月）
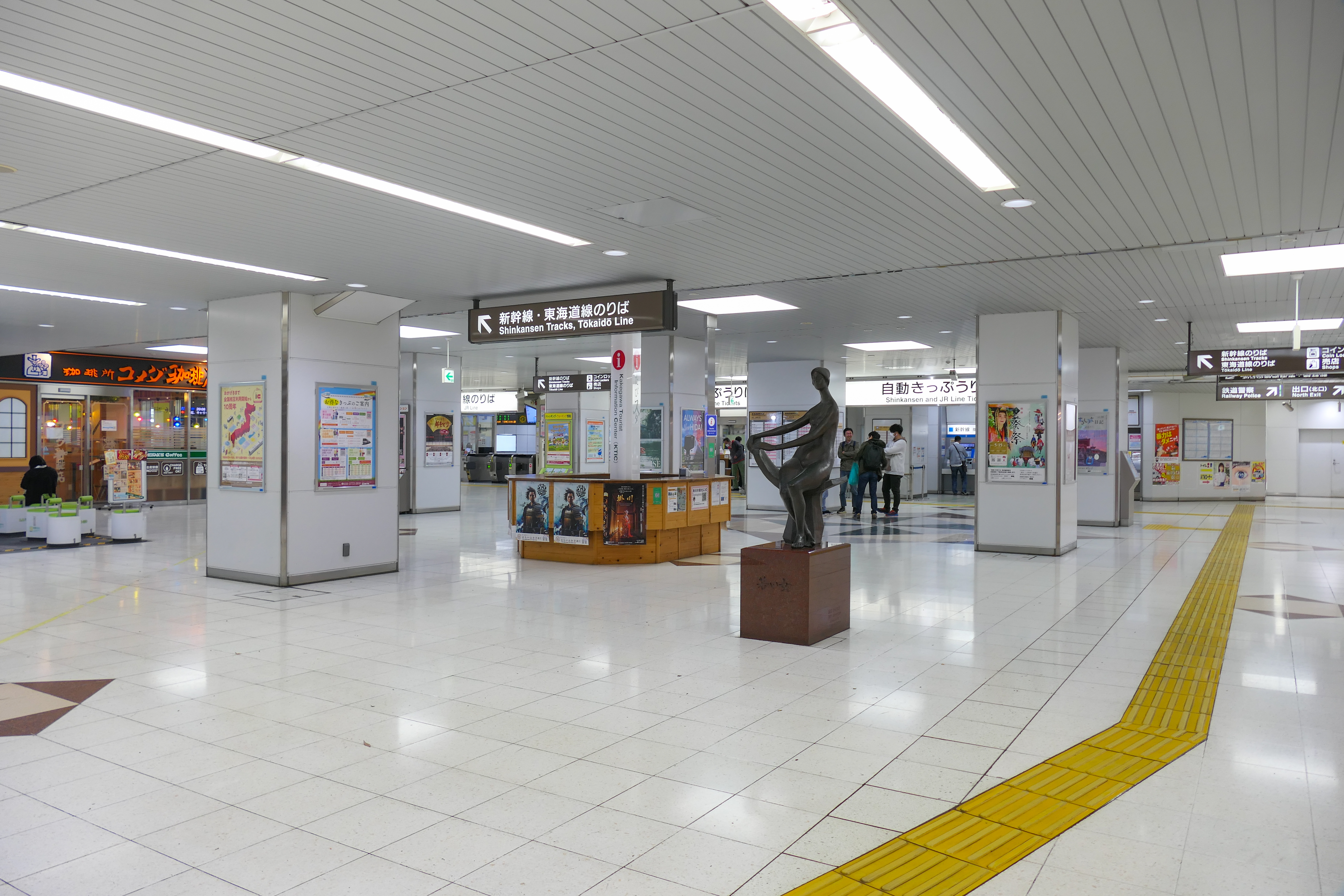
南口駅舎内（2023年4月）
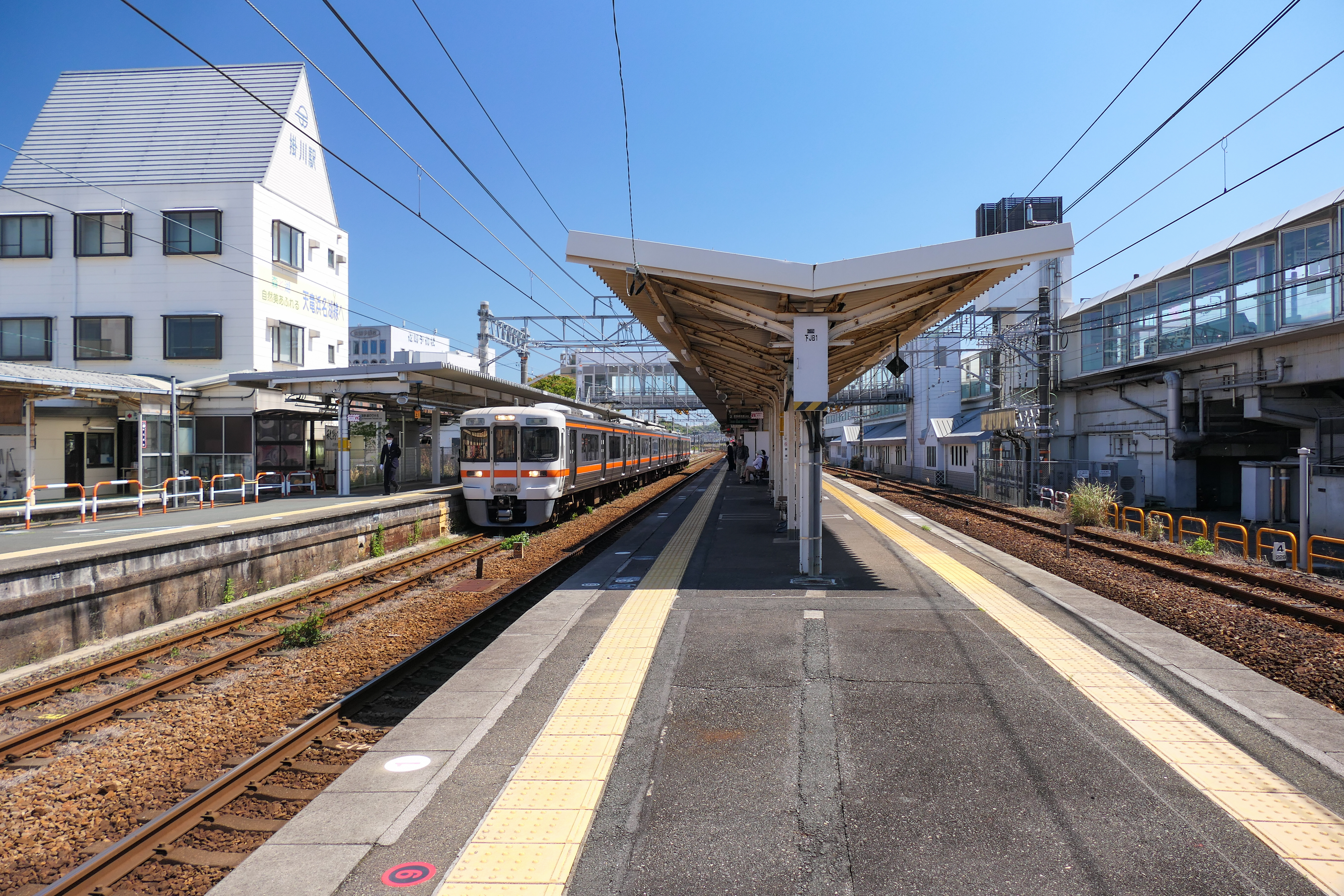
在来線ホーム（2023年4月）
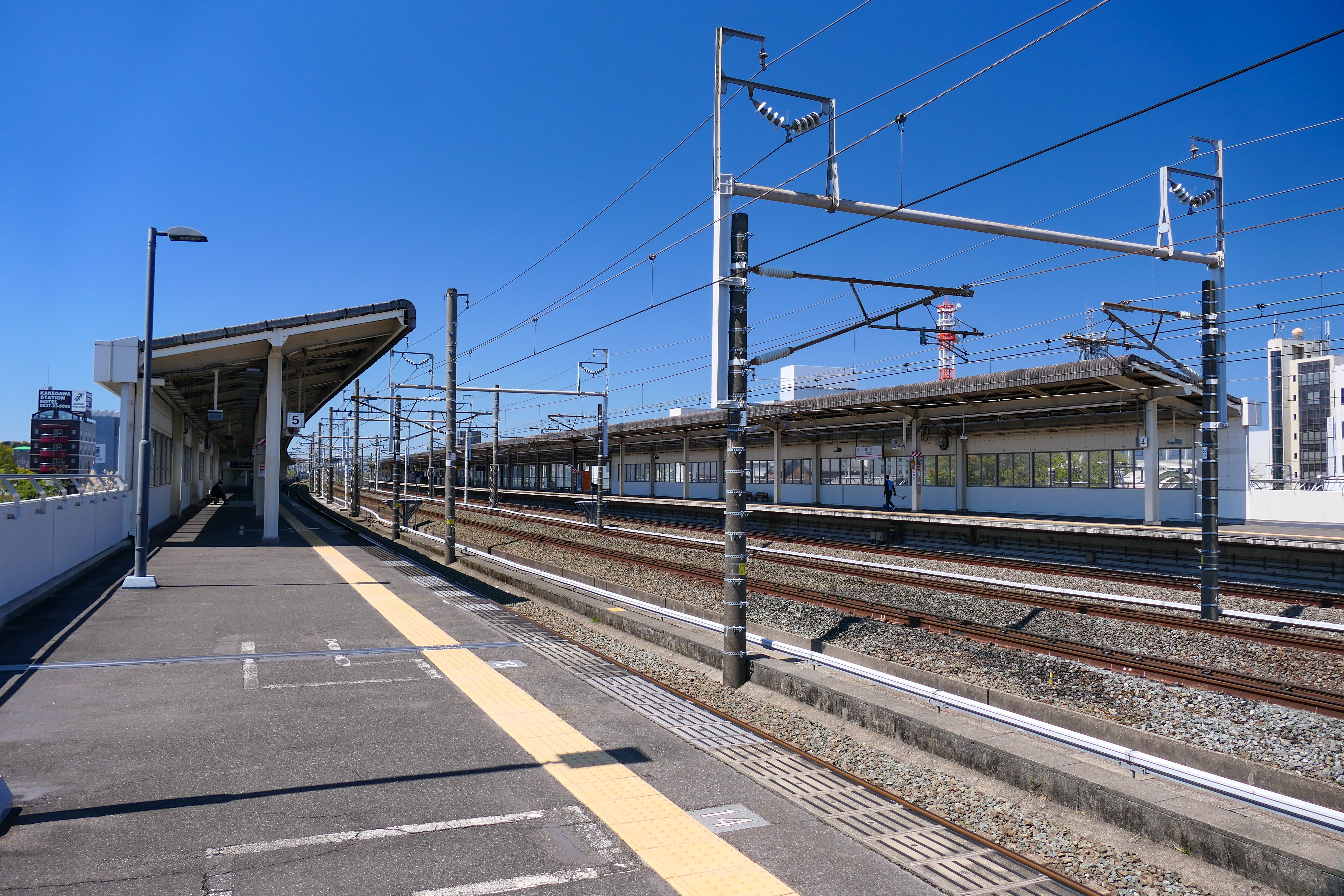
新幹線ホーム（2023年4月）

### 天竜浜名湖鉄道
頭端式ホーム1面2線を有する地上駅である。JR東海とは別改札である。天浜線駅舎内から東海道本線1番線へのJRの簡易型自動改札（TOICA対応）も存在する。JRへの乗換客で、JR線の乗車券を所持していない場合は天浜線の券売機でJR線の乗車券（近距離切符）を購入して入場することができる。
なお、JR線と線路が繋がっており、甲種車両（新型車両）の引渡しが行われるほか、検測車（キヤ95）が天竜浜名湖線に入線する際も当駅を経由する。

#### のりば
| 番線 | 路線          | 行先       |
| ---- | ------------- | ---------- |
| 1・2 | ■天竜浜名湖線 | 新所原方面 |

天竜浜名湖鉄道が国鉄二俣線だった時代は、ホーム番号が駅舎から近い順から4番線、3番線…と付けられていた。

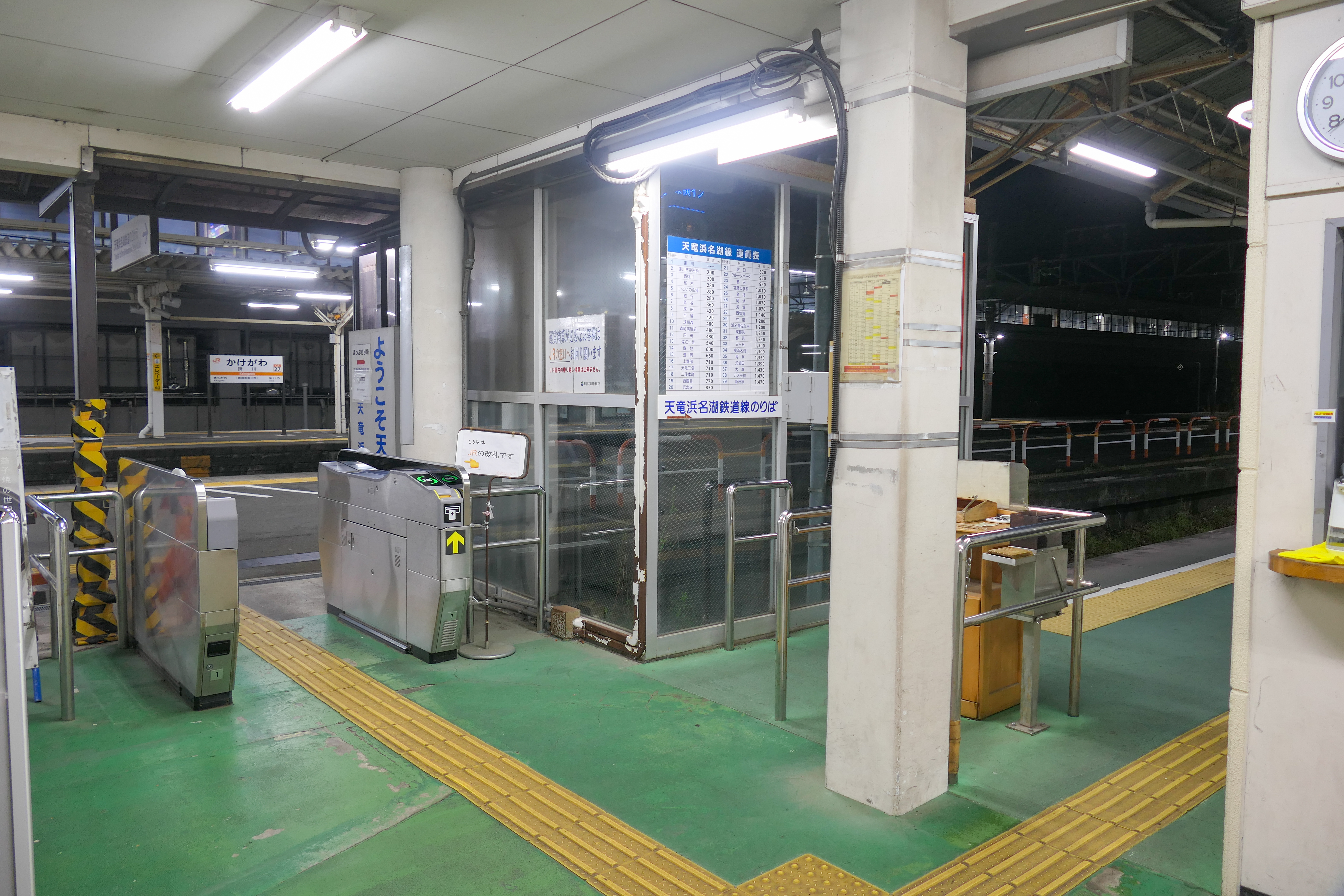
JR線乗り換え改札（左）と改札口（右）（2023年4月）
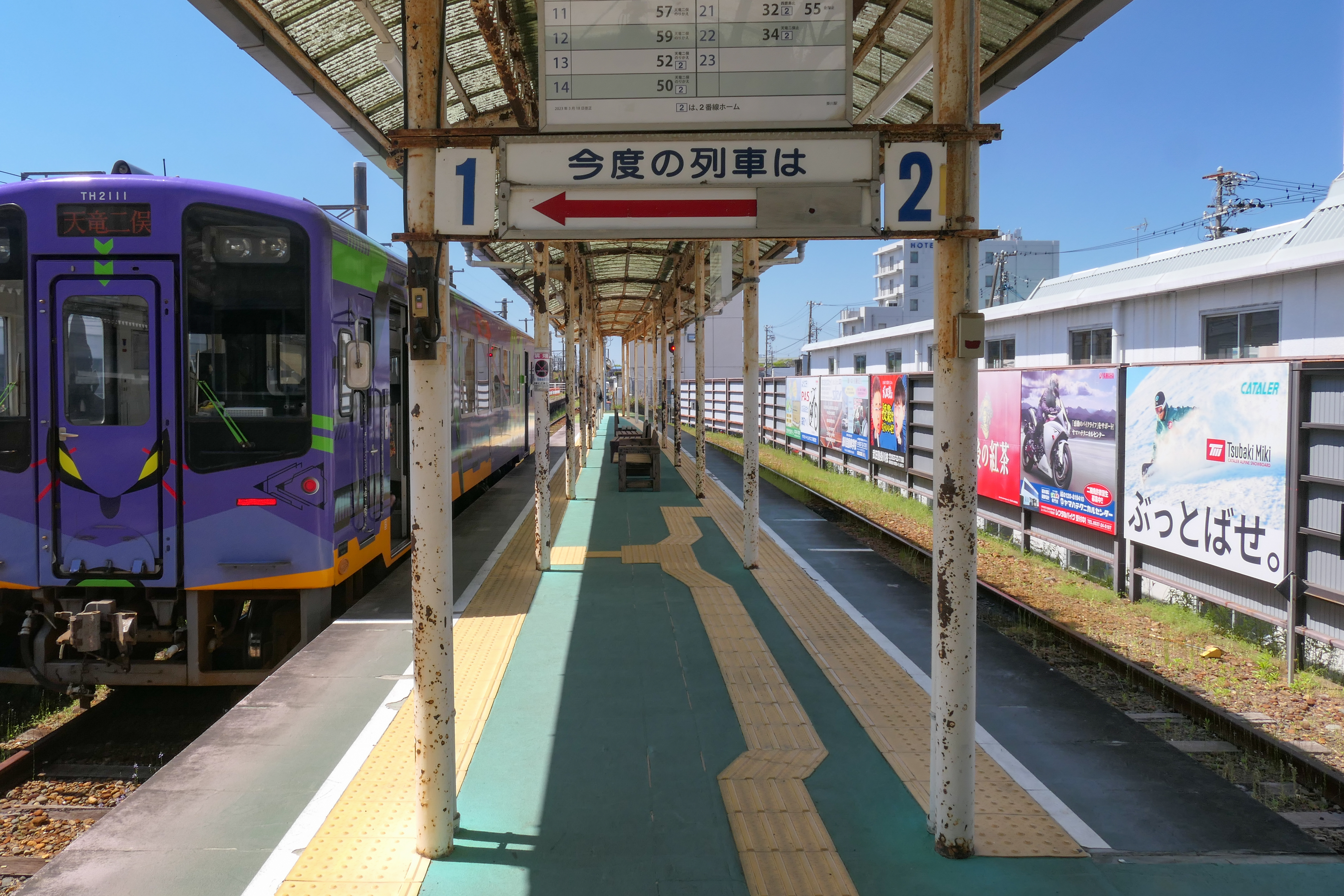
ホーム（2023年4月）

## 駅弁
主な駅弁は下記の通り。
- 三ヶ日牛ごぼうしぐれ＆プチうなぎ弁当
- しらす弁当
- 浜の釜めし
- うなぎまぶし
- 赤飯弁当

## 利用状況
- JR東海 - 2023年度（令和5年度）の1日平均乗降人員は21,187人である。このうち新幹線の利用者数は7,926人[21]。
- 天竜浜名湖鉄道 - 2021年度（令和3年度）の1日平均乗車人員は676人である[* 1]。

「掛川市統計書」によると、1993年度（平成5年度）以降の推移は以下のとおりである。
| 1日平均乗車人員推移 | 1日平均乗車人員推移 | 1日平均乗車人員推移 | 1日平均乗車人員推移 |
| 年度                | JR東海              | 天竜浜名湖鉄道      | 出典                |
| ------------------- | ------------------- | ------------------- | ------------------- |
| 1993年（平成05年）  | 12,122              |                     | [ * 2 ]             |
| 1994年（平成06年）  | 12,422              |                     | [ * 2 ]             |
| 1995年（平成07年）  | 12,287              |                     | [ * 2 ]             |
| 1996年（平成08年）  | 12,247              |                     | [ * 2 ]             |
| 1997年（平成09年）  | 12,159              |                     | [ * 2 ]             |
| 1998年（平成10年）  | 12,180              |                     | [ * 2 ]             |
| 1999年（平成11年）  | 12,103              |                     | [ * 2 ]             |
| 2000年（平成12年）  | 12,293              |                     | [ * 2 ]             |
| 2001年（平成13年）  | 12,193              |                     | [ * 2 ]             |
| 2002年（平成14年）  | 12,102              |                     | [ * 2 ]             |
| 2003年（平成15年）  | 12,003              |                     | [ * 2 ]             |
| 2004年（平成16年）  | 11,809              |                     | [ * 2 ]             |
| 2005年（平成17年）  | 11,709              |                     | [ * 2 ]             |
| 2006年（平成18年）  | 11,738              |                     | [ * 2 ]             |
| 2007年（平成19年）  | 11,744              |                     | [ * 2 ]             |
| 2008年（平成20年）  | 11,670              | 1,022               | [ * 2 ]             |
| 2009年（平成21年）  | 11,025              | 1,038               | [ * 2 ]             |
| 2010年（平成22年）  | 10,961              | 954                 | [ * 3 ]             |
| 2011年（平成23年）  | 11,030              | 845                 | [ * 3 ]             |
| 2012年（平成24年）  | 11,033              | 867                 | [ * 3 ]             |
| 2013年（平成25年）  | 11,019              | 834                 | [ * 3 ]             |
| 2014年（平成26年）  | 10,736              | 821                 | [ * 4 ]             |
| 2015年（平成27年）  | 11,018              | 820                 | [ * 4 ]             |
| 2016年（平成28年）  | 11,000              | 853                 | [ * 4 ]             |
| 2017年（平成29年）  | 11,292              | 995                 | [ * 4 ]             |
| 2018年（平成30年）  | 11,477              | 932                 | [ * 1 ]             |
| 2019年（令和元年）  | 11,330              | 900                 | [ * 1 ]             |
| 2020年（令和02年）  | 7,260               | 647                 | [ * 1 ]             |
| 2021年（令和03年）  | 7,865               | 676                 | [ * 1 ]             |

## 駅周辺

### 北口
城下町・宿場町から発達した古くからの商店街・繁華街である。平成期以降は掛川市役所の移転、大型スーパーマーケット（ジャスコ・ユニー）の撤退に代表される郊外化により、行政・商業の中心地としての機能は低下しており、2009年に掛川市中心市街地活性化基本計画が中心市街地活性化法に基づき認定された。ユニー跡地は現在は駐車場になっており、掛川駅前東街区第一種市街地再開発事業として再開発ビルが計画されている。
旧東海道沿い中町・連雀・仁藤商店街は片側式アーケードになっており、アーケードを抜けてからも商店街が続いている。旧東海道から逆川までの掛川城大手門を含む一帯の商店街は、白壁瓦屋根風の建屋が並ぶ城下町を模した造りとなっている。
- 連雀南地区再開発ビル「みらいふ掛川」
  - 掛川市役所出張所
- 掛川城
- 掛川市立中央図書館
- 静岡県立掛川西高等学校
- ドーミーインEXPRESS 掛川
- くれたけイン・掛川
- 島田掛川信用金庫連雀支店
- ホテルリブマックス 掛川駅前

### 南口
北口に比べ比較的近年になって区画整理された住宅街である。南口は新幹線駅開業に伴い整備され、以後はホテルや駐車場が増えた。
- 掛川グランドホテル
- パレスホテル掛川
- 東横INN掛川駅新幹線南口
- 島田掛川信用金庫本店・駅南支店
- 掛川市美感ホール
- 掛川花鳥園
- 静岡県立掛川工業高等学校

## バス路線
北口、南口ともに駅を出てすぐは一般自家用車とタクシーの乗り入れるロータリーになっており、北口のバス停はロータリー外縁、南口のバス停はロータリー南側の道路上バスカットとその対面に設置されている。
以下の定期バス路線の他、つま恋やエコパのイベント等、また横須賀地区で開催される遠州横須賀三熊野神社大祭の際に臨時シャトルバスが当駅 - 会場間に運行される。

### 北口
「掛川駅前」停留所または「掛川駅北口」停留所にて、以下の路線バスが発着する。
| のりば | 運行事業者                              | 路線               | 系統・行先                                                            | 備考 | 出典   |
| ------ | --------------------------------------- | ------------------ | --------------------------------------------------------------------- | ---- | ------ |
| 1      | ジーネット （掛川市自主運行バス）       | 市街地循環線北回り | 市役所・さんりーな・生涯学習センター方面                              |      | [ 24 ] |
| 2      | 掛川バスサービス （掛川市自主運行バス） | 市街地循環線南回り | 中東遠総合医療センター・掛川年金事務所・市役所・希望の丘方面          |      | [ 24 ] |
| 3      | しずてつジャストライン                  | 掛川大東浜岡線     | 井崎・大東支所・浜岡営業所方面                                        |      | [ 24 ] |
| 4      | しずてつジャストライン                  | 掛川東高線         | 直行：掛川東高                                                        |      | [ 24 ] |
| 4      | しずてつジャストライン                  | 掛川大東浜岡線     | 掛川東高・中東遠総合医療センター方面                                  |      | [ 24 ] |
| 5      | 掛川バスサービス （掛川市自主運行バス） | 桜木線             | 51 - 59：鳥居町・家代の里・坂下・吉行淳之介文学館・ねむの木美術館方面 |      | [ 24 ] |
| 6      | 掛川バスサービス （掛川市自主運行バス） | 倉真線             | 31 - 36：小市・石畑・倉真温泉方面                                     |      | [ 24 ] |
| 6      | 掛川バスサービス （掛川市自主運行バス） | 居尻線             | 41 - 46：小市・石畑・丹間・居尻・泉方面                               |      | [ 24 ] |
| 7      | 掛川バスサービス （掛川市自主運行バス） | 東山線             | 11 - 17：成滝・山鼻・安養寺運動公園・事任八幡宮・日坂・東山方面       |      | [ 24 ] |
| 7      | 掛川バスサービス （掛川市自主運行バス） | 粟本線             | 21 - 26：掛川警察署・葛ヶ丘団地・初馬・青田方面                       |      | [ 24 ] |

### 南口
「掛川駅南口前」停留所または「掛川駅南口」停留所にて、以下の路線バスや高速バスが発着する。
- 掛川バスサービス
  - 市街地循環線南回り：中東遠総合医療センター・掛川年金事務所・市役所・希望の丘方面
- ジーネット
  - 掛川大須賀線：とうもんの里・横須賀高校方面[24]
- 静岡空港シャトルタクシー
  - 静岡空港（予約制）
- JR東海バス
  - ドリーム静岡・浜松号：横浜駅 (YCAT)・東京駅・新木場駅方面
- JR東海バス・西日本JRバス
  - 京阪神ドリーム静岡号：京都駅・大阪駅・湊町BT・三宮BT方面

## 隣の駅
※新幹線の隣の停車駅は各列車記事を、東海道本線の「ホームライナー静岡」「ホームライナー浜松」の隣の停車駅は東海道線 (静岡地区)を、それぞれ参照のこと。
東海旅客鉄道（JR東海）
 東海道新幹線
静岡駅 - 掛川駅 - 浜松駅
CA 東海道本線
菊川駅 (CA26) - 掛川駅 (CA27) - 愛野駅 (CA28)
天竜浜名湖鉄道
■天竜浜名湖線
掛川駅 - 掛川市役所前駅

### 記事本文
1. 1 2 3 4  『交通年鑑 昭和63年版』 交通協力会、1988年3月。
2. ↑  日本国有鉄道旅客局(1984)『鉄道・航路旅客運賃・料金算出表 昭和59年4月20日現行』。
3. 1 2  掛川市誌編纂委員会『掛川市誌』 掛川市、1983年12月。
4. 1 2 3 4 5  石野哲 編『停車場変遷大事典 国鉄・JR編』 II（初版）、JTB、1998年10月1日、21頁。ISBN 978-4-533-02980-6。
5. ↑  原武史『昭和天皇御召列車全記録』新潮社、2016年9月30日、68頁。ISBN 978-4-10-320523-4。
6. ↑  日本国有鉄道 総裁室修史課 『日本国有鉄道百年史 第9巻』 日本国有鉄道、1972年3月。
7. ↑  『静鉄局管内10駅にみどりの窓口新設』昭和62年1月24日日本経済新聞地方経済面静岡
8. 1 2  『静岡年鑑 平成元年版』 静岡新聞社、1989年9月。ISBN 978-4783801252
9. ↑  “「三河安城」など新幹線6駅 来年3月13日開業”、中日新聞、1987年9月10日朝刊、3面
10. ↑  “14駅を自動改札化 JR東海 静岡地区で計画”. 交通新聞 (交通新聞社):  p. 1. (1992年9月5日)
11. ↑  「JR年表」『JR気動車客車編成表 '98年版』ジェー・アール・アール、1998年7月1日、184頁。ISBN 4-88283-119-8。
12. ↑  “【25】日韓W杯を支えた新幹線（2002年）”. 東海道新幹線50周年記念サイト 新幹線パーフェクトヒストリー.   JR東海. 2017年8月2日時点のオリジナルよりアーカイブ。2017年8月2日閲覧。
13. ↑  『東海道本線 掛川駅エレベーター等使用開始について』（プレスリリース）東海旅客鉄道、2010年1月28日。オリジナルの2020年6月29日時点におけるアーカイブ。2020年6月29日閲覧。
14. 1 2 3 4 5 6  “掛川駅木造駅舎耐震化工事の状況”.   掛川市 (2014年9月29日). 2020年6月22日閲覧。
15. 1 2  『掛川駅北口駅舎の使用開始について』（プレスリリース）東海旅客鉄道、2014年1月15日。オリジナルの2014年8月10日時点におけるアーカイブ。2020年6月29日閲覧。
16. ↑  静岡県歴史教育研究会 『静岡県歴史年表 日本史・世界史対応』 静岡新聞社、2003年3月28日。ISBN 978-4783810773
17. ↑  木の文化と造形フォーラム 榛村純一:木の文化のまちづくり Archived 2008年11月21日, at the Wayback Machine.
18. ↑  『掛川駅北口駅舎耐震化工事について』（プレスリリース）東海旅客鉄道、2012年11月9日。オリジナルの2015年8月10日時点におけるアーカイブ。2020年6月29日閲覧。
19. ↑  “掛川駅｜ＪＲ東海”. railway.jr-central.co.jp. 2025年4月23日閲覧。
20. ↑  『JTB時刻表 2025年3月号』JTBパブリッシング、2025年、43,164頁。
21. ↑  “移動等円滑化取組報告書（鉄道駅）”.   東海旅客鉄道. 2025年3月20日閲覧。
22. ↑  “ジャスコ掛川店、駐車場確保困難など業績上がらず8月末で閉鎖”. 日本食糧新聞(日本食糧新聞社). (1994年8月12日)
23. ↑  “ユニー、同社最大の売り場面積「サンテラス掛川店」オープン”. 日本食糧新聞 (日本食糧新聞社). (1995年3月31日)
24. 1 2  “路線案内｜掛川バスサービス株式会社｜静鉄グループ”.   掛川バスサービス. 2022年6月29日時点のオリジナルよりアーカイブ。2022年7月6日閲覧。

### 利用状況
掛川市統計書
1. 1 2  “令和4年度版 掛川市統計書” (PDF).   掛川市. pp. 171・172 (2023年8月). 2024年1月16日時点のオリジナルよりアーカイブ。2024年1月17日閲覧。
2. ↑  “N 運輸・通信” (PDF). 平成23年度版 掛川市統計書.   掛川市. pp. 2・3 (2017年9月27日). 2024年1月16日時点のオリジナルよりアーカイブ。2024年1月17日閲覧。
3. ↑  “運輸・通信” (PDF). 平成26年度版 掛川市統計書.   掛川市. pp. 1・2 (2015年3月). 2024年1月16日時点のオリジナルよりアーカイブ。2024年1月17日閲覧。
4. ↑  “平成30年度版 掛川市統計書” (PDF).   掛川市. pp. 185・186 (2019年3月). 2024年1月16日時点のオリジナルよりアーカイブ。2024年1月17日閲覧。